# Cici petit-chanteur
Genre
Espèce
Synonymes
- Tiaris canora

Statut de conservation UICN

 LC  : Préoccupation mineure
Le Cici petit-chanteur (Phonipara canora), aussi appelé Sporophile petit-chanteur, est une espèce de passereaux appartenant à la famille des Thraupidae.

## Description
Cet oiseau mesure environ 10 cm de longueur. Il présente un net dimorphisme sexuel.
Le mâle a le front, la face, le menton et la gorge noirs, le ventre gris foncé. La femelle a le front et les joues grisâtres, une partie de la face, le menton et la gorge marron, le ventre gris brun clair. Chez les deux sexes, la tête est délimitée par une large bande jaune. Les parties supérieures sont vert olive, les yeux marron, le bec noir et les pattes gris brun.

## Répartition
Cet oiseau vit à Cuba comme un de ses noms l'indique et occasionnellement en Floride.

## Habitat
Cette espèce peuple les milieux broussailleux et boisés.